# 吴敏达
吴敏达（1929年—），男，江苏苏州人，中华人民共和国政治人物，曾任中共浙江省委副书记，浙江省人民政府副省长，浙江省人大常委会副主任。